# Liste der Bodendenkmale in Kuddewörde
In der Liste der Bodendenkmale in Kuddewörde sind die Bodendenkmale der Gemeinde Kuddewörde nach dem Stand der Bodendenkmalliste des Archäologischen Landesamts Schleswig-Holstein von 2016 aufgelistet. Die Baudenkmale sind in der Liste der Kulturdenkmale in Kuddewörde aufgeführt.
| Denkmal-ID           | Befundart           | Bezeichnung                               | Zeitstellung | Lage | Bemerkungen | Bild |
| -------------------- | ------------------- | ----------------------------------------- | ------------ | ---- | ----------- | ---- |
| aKD-ALSH-Nr. 000 692 | Grabmal > Grabhügel | Burg/Motte/Ringwall/Turmhügel „Runwall“   | Mittelalter  |      |             |      |
| aKD-ALSH-Nr. 000 733 | Grabmal > Grabhügel | Burg/Motte/Ringwall/Turmhügel „De Schanz“ | Mittelalter  |      |             |      |
| aKD-ALSH-Nr. 000 734 | Grabmal > Grabhügel | Burg/Motte/Ringwall/Turmhügel             | Mittelalter  |      |             |      |
| aKD-ALSH-Nr. 000 735 | Grabmal > Grabhügel | Burg/Motte/Ringwall/Turmhügel             | Mittelalter  |      |             |      |